# Бартнічка
Бартнічка (пол. Bartniczka, нім. Beutnershammer) — село в Польщі, у гміні Бартничка Бродницького повіту Куявсько-Поморського воєводства.
Населення — 719 осіб (2011).
У 1975-1998 роках село належало до Торунського воєводства.

## Демографія
Демографічна структура станом на 31 березня 2011 року:
|          | Загалом | Допрацездатний вік | Працездатний вік | Постпрацездатний вік |
| -------- | ------- | ------------------ | ---------------- | -------------------- |
| Чоловіки | 370     | 101                | 247              | 22                   |
| Жінки    | 349     | 77                 | 221              | 51                   |
| Разом    | 719     | 178                | 468              | 73                   |